# Funeral
A 2004-es Funeral az Arcade Fire debütáló nagylemeze. Azért kapta ezt a címet (temetés), mert nem sokkal az album megjelenése előtt az együttes több tagja vesztette el hozzátartozóját: Régine Chassagne nagyanyja 2003 júniusában, Win és William Butler nagyapja 2004 márciusában és Richard Reed Parry nagynénje 2004 áprilisában hunyt el.
Az első felvételek 2003 augusztusában készültek a montreali Hotel2Tango-ban, a felvételeket még abban az évben befejezték.
Az album mellé öt kislemez jelent meg. A legsikeresebbnek a Rebellion (Lies) bizonyult, amely a 19. helyig jutott a brit kislemezlistán. Az albumot 2005-ben jelölték a legjobb alternatív zenei albumnak járó Grammy-díjra. A kritikusok is dicsérték, több év végi és évtized végi összesítésben szerepel. Szerepel az 1001 lemez, amit hallanod kell, mielőtt meghalsz című könyvben.

## Az album dalai
|     | Cím                         | Szerző(k)             | Hossz |
| --- | --------------------------- | --------------------- | ----- |
| 1.  | Neighborhood #1 (Tunnels)   | Arcade Fire, Josh Deu | 4:48  |
| 2.  | Neighborhood #2 (Laïka)     | Arcade Fire           | 3:31  |
| 3.  | Une Année Sans Lumière      | Arcade Fire           | 3:40  |
| 4.  | Neighborhood #3 (Power Out) | Arcade Fire, Josh Deu | 5:12  |
| 5.  | Neighborhood #4 (7 Kettles) | Arcade Fire           | 4:49  |
| 6.  | Crown of Love               | Arcade Fire           | 4:42  |
| 7.  | Wake Up                     | Arcade Fire           | 5:35  |
| 8.  | Haiti                       | Arcade Fire           | 4:07  |
| 9.  | Rebellion (Lies)            | Arcade Fire           | 5:10  |
| 10. | In the Backseat             | Arcade Fire           | 6:20  |

## Közreműködők
- Win Butler – ének, elektromos és akusztikus gitár, zongora, szintetizátor, basszusgitár
- Régine Chassagne – ének, dob, szintetizátor, zongora, harmonika, xilofon, lejátszó, ütőhangszerek
- Richard Reed Parry – elektromos gitár, szintetizátor, orgona, zongora, harmonika, xilofon, ütőhangszerek, nagybőgő, hangmérnök, felvétel
- Tim Kingsbury – basszusgitár, elektromos és akusztikus gitár
- Howard Bilerman – dob, gitár, hangmérnök, felvétel
- William Butler – basszusgitár, xilofon, szintetizátor, ütőhangszerek
- Sarah Neufeld – hegedű, vonósok hangszerelése
- Owen Pallett – hegedű, vonósok hangszerelése
- Michael Olsen – cselló
- Pietro Amato – kürt
- Anita Fust – hárfa
- Sophie Trudeau – hegedű a Wake Up-on
- Jessica Moss – hegedű a Wake Up-on
- Gen Heistek – brácsa a Wake Up-on
- Arlen Thompson – dob a Wake Up-on
- Arcade Fire – producer, vonósok hangszerelése, hangmérnök, felvétel
- Ryan Morey – mastering
- Tracy Maurice – borító
- Hilary Treadwell – fényképek

## Fordítás
Ez a szócikk részben vagy egészben a Funeral (album) című angol Wikipédia-szócikk ezen változatának fordításán alapul.  Az eredeti cikk szerkesztőit annak laptörténete sorolja fel. Ez a jelzés csupán a megfogalmazás eredetét és a szerzői jogokat jelzi, nem szolgál a cikkben szereplő információk forrásmegjelöléseként.